# Urupe
Urupe — рід грибів родини Meliolaceae. Назва вперше опублікована 1944 року.

## Класифікація
До роду Urupe відносять 1 вид:
- Urupe guaduae